# Kukurbitacin D23-reduktaza
Kukurbitacin D23-reduktaza (EC 1.3.1.5, NAD(P)H: kukurbitacin B Delta23-oksidoreduktaza) je enzim sa sistematskim imenom 23,24-dihidrokukurbitacin:NAD(P)+ Delta23-oksidoreduktaza. Ovaj enzim katalizuje sledeću hemijsku reakciju
23,24-dihidrokukurbitacin B + NAD(P)+ {\displaystyle \rightleftharpoons } kukurbitacin B + +
Za rad ovog enzima je neophodan Mn2+. 2+ ili Zn2+ mogu da zemen Mn2+ u izvesnoj meri.

## Literatura
- Nicholas C. Price; Lewis Stevens (1999). Fundamentals of Enzymology: The Cell and Molecular Biology of Catalytic Proteins (Third изд.). USA: Oxford University Press. ISBN 019850229X.
- Eric J. Toone (2006). Advances in Enzymology and Related Areas of Molecular Biology, Protein Evolution (Volume 75 изд.). Wiley-Interscience. ISBN 0471205036.
- Branden C; Tooze J. Introduction to Protein Structure. New York, NY: Garland Publishing. ISBN 0-8153-2305-0.
- Irwin H. Segel. Enzyme Kinetics: Behavior and Analysis of Rapid Equilibrium and Steady-State Enzyme Systems (Book 44 изд.). Wiley Classics Library. ISBN 0471303097.

## Spoljašnje veze
- Cucurbitacin+Delta23-reductase на 